# استورولیت
استورولیت  (به انگلیسی: Staurolite) با فرمول شیمیایی 2FeO.AlOOH.4Al2[O-SiO4] از مجموعه کانی هاست و کانی شبیه آن گرونا می‌باشد. از کلمه یونانی Stauros بمعنای صلیب و lithos یعنی سنگ گرفته شده‌است. متغیر - برای ایزومورف‌های مرتبه بالای آن عناصر Mg- Fe - Ca- Al- V -Cr -Zr -Ti -Mn - Y در کانیها به صورت اولیه یافت می‌شوند. برای اولین بار در چک اسلواکی کشف شد و از نظر شکل بلور: منشوری کوتاه - منشوری بلند - ماکله - ضمائم متعدد، رنگ: قهوه‌ای - قهوه‌ای سیاه، شفافیت: غیر شفاف - نیمه شفاف، شکستگی: صدفی، جلا: شیشه‌ای - مات، رخ: خوب - مطابق با، سیستم تبلور: ارترومبیک و در رده‌بندی سیلیکات است و منشأ تشکیل آن دگرگونی - آبرفت‌ها است.
همایند کانی‌شناسی (پارانژ) آن گرونا- موسکویت- سیانیت- کوارتز- آلماندین و غیره است
، از نظر ژیزمان بلوری - آگرگات دانه‌ای تقریباًََ کمیاب است و بیشتر در آلمان، سوئیس، اتریش، چک اسلواکی، انگلستان، ایرلند، روسیه، آمریکا، نامبیا، هند و استرالیا یافت می‌شود.